# Kajotbet Hockey Games 2013
17. edycja turnieju Kajotbet Hockey Games została rozegrana w dniach 25-28 kwietnia 2013 roku. W turnieju wzięły udział cztery reprezentacje: Czech, Szwecji, Finlandii i Rosji. Każdy zespół rozegrał po trzy spotkania, a łącznie odbyło się sześć spotkań. Pięć spotkań rozegrano w hali Kajot Arena w Brnie (Czechy), a jeden mecz zostanie zorganizowano w Szwecji. Turniej był czwartym, a zarazem ostatnim zaliczanym do klasyfikacji Euro Hockey Tour w sezonie 2012/2013. Ostatni mecz turnieju pomiędzy Rosją a Czechami decydował równocześnie o pierwszym miejscu w całym sezonie EHT. Wygrała Rosja, która została zwycięzcą całej edycji 2012/2013.

## Wyniki
| 25 kwietnia 2013 | Szwecja | 4:2 | Rosja | Kinnarps Arena, Jönköping |

| Szczegóły      | Szczegóły                                                                                 | Szczegóły       | Szczegóły                                   | Szczegóły                                                                     |
| -------------- | ----------------------------------------------------------------------------------------- | --------------- | ------------------------------------------- | ----------------------------------------------------------------------------- |
| Godzina: 19:00 | N. Danielsson (PP) 09:50 N. Persson (PP) 20:18 D. Axelsson (EQ) 24:49 L. Omark (EQ) 28:28 | (1:0, 3:2, 0:0) | 32:42 (PP) S. Moziakin 35:32 (EQ) A. Switow | Widzów: 5282 Sędzia główny: Tom Laaksonen Sędziowie liniowi: Stefan Fonselius |
| Godzina: 19:00 | 12 min. kar                                                                               |                 | 10 min. kar                                 | Widzów: 5282 Sędzia główny: Tom Laaksonen Sędziowie liniowi: Stefan Fonselius |

| 25 kwietnia 2013 | Finlandia | 2:3 | Czechy | Kajot Arena, Brno |

| Szczegóły      | Szczegóły                                      | Szczegóły       | Szczegóły                                                      | Szczegóły                                                                             |
| -------------- | ---------------------------------------------- | --------------- | -------------------------------------------------------------- | ------------------------------------------------------------------------------------- |
| Godzina: 18:00 | J. Pesonen (EQ) 28:35 V. Viitaluoma (EQ) 45:15 | (0:0, 1:2, 1:1) | 26:06 (EQ) P. Hubáček 26:59 (EQ) P. Tenkrát 46:31 (EQ) Z. Irgl | Widzów: 5846 Sędzia główny: Aleksiej Anisimow Sędziowie liniowi: Aleksandr Siergiejew |
| Godzina: 18:00 | 4 min. kar                                     |                 | 8 min. kar                                                     | Widzów: 5846 Sędzia główny: Aleksiej Anisimow Sędziowie liniowi: Aleksandr Siergiejew |

| 27 kwietnia 2013 | Czechy | 0:1 | Szwecja | Kajot Arena, Brno |

| Szczegóły      | Szczegóły   | Szczegóły       | Szczegóły               | Szczegóły                                                                             |
| -------------- | ----------- | --------------- | ----------------------- | ------------------------------------------------------------------------------------- |
| Godzina: 14:00 |             | (0:1, 0:0, 0:0) | 18:19 (EQ) P. Arlbrandt | Widzów: 5932 Sędzia główny: Aleksiej Anisimow Sędziowie liniowi: Aleksandr Siergiejew |
| Godzina: 14:00 | 16 min. kar |                 | 10 min. kar             | Widzów: 5932 Sędzia główny: Aleksiej Anisimow Sędziowie liniowi: Aleksandr Siergiejew |

| 27 kwietnia 2013 | Rosja | 2:1 k. | Finlandia | Kajot Arena, Brno |

| Szczegóły      | Szczegóły                                            | Szczegóły                 | Szczegóły                | Szczegóły                                                                  |
| -------------- | ---------------------------------------------------- | ------------------------- | ------------------------ | -------------------------------------------------------------------------- |
| Godzina: 18:00 | A. Tierieszczenko (EQ) 40:48 S. Moziakin (GWS) 65:00 | (0:1, 0:0, 1:0, 0:0, 1:0) | 26:06 (EQ) J.-P. Hytönen | Widzów: 5846 Sędzia główny: Jan Hribik Sędziowie liniowi: Vladimír Šindler |
| Godzina: 18:00 | 8 min. kar                                           |                           | 6 min. kar               | Widzów: 5846 Sędzia główny: Jan Hribik Sędziowie liniowi: Vladimír Šindler |

| 28 kwietnia 2013 | Szwecja | 2:1 | Finlandia | Kajot Arena, Brno |

| Szczegóły      | Szczegóły                                       | Szczegóły       | Szczegóły              | Szczegóły                                                                   |
| -------------- | ----------------------------------------------- | --------------- | ---------------------- | --------------------------------------------------------------------------- |
| Godzina: 14:00 | J. Ericsson (PP) 16:27 N. Danielsson (EQ) 30:32 | (1:1, 1:0, 0:0) | 26:06 (EQ) S. Salminen | Widzów: 5226 Sędzia główny: Milan Minář Sędziowie liniowi: Vladimír Šindler |
| Godzina: 14:00 | 12 min. kar                                     |                 | 20 min. kar            | Widzów: 5226 Sędzia główny: Milan Minář Sędziowie liniowi: Vladimír Šindler |

| 28 kwietnia 2013 | Czechy | 1:2 | Rosja | Kajot Arena, Brno |

| Szczegóły      | Szczegóły              | Szczegóły       | Szczegóły                                   | Szczegóły                                                                  |
| -------------- | ---------------------- | --------------- | ------------------------------------------- | -------------------------------------------------------------------------- |
| Godzina: 18:00 | I. Rachůnek (EQ) 04:20 | (1:0, 0:2, 0:0) | 23:24 (EQ) J. Awierin 39:54 (PP) K. Pietrow | Widzów: 7200 Sędzia główny: Mikael Nord Sędziowie liniowi: Mikael Sjöqvist |
| Godzina: 18:00 | 10 min. kar            |                 | 16 min. kar                                 | Widzów: 7200 Sędzia główny: Mikael Nord Sędziowie liniowi: Mikael Sjöqvist |

## Klasyfikacja turnieju
| Lp. | Zespół    | M | Pkt | W | WpD | PpD | P | G + | G - | +/- |
| --- | --------- | - | --- | - | --- | --- | - | --- | --- | --- |
| 1   | Szwecja   | 3 | 9   | 3 | 0   | 0   | 0 | 7   | 3   | +4  |
| 2   | Rosja     | 3 | 5   | 1 | 1   | 0   | 1 | 6   | 6   | 0   |
| 3   | Czechy    | 3 | 3   | 1 | 0   | 0   | 2 | 4   | 5   | -1  |
| 4   | Finlandia | 3 | 1   | 0 | 0   | 1   | 2 | 4   | 7   | -3  |

Lp. = lokata, M = liczba rozegranych spotkań, Pkt = Liczba zdobytych punktów, W = Wygrane, WpD = Wygrane po dogrywce lub karnych, PpD = Porażki po dogrywce lub karnych, P = Porażki, G+ = Gole strzelone, G- = Gole stracone, +/- = bilans bramek

## Klasyfikacje indywidualne
- Klasyfikacja strzelców:  Nicklas Danielsson,  Siergiej Moziakin – 2 gole
- Klasyfikacja asystentów:  Kiriłł Pietrow,  Johan Fransson,  Staffan Kronwall – 2 asysty
- Klasyfikacja kanadyjska:  Siergiej Moziakin,  Kiriłł Pietrow – 3 punkty

## Nagrody
Dyrektoriat turnieju wybrał trójkę najlepszych zawodników, po jednym na każdej pozycji:
- Bramkarz:  Wasilij Koszeczkin
- Obrońca:  Staffan Kronwall
- Napastnik:  Kiriłł Pietrow